# Toegangspoort De Nieuwe Ooster
De Toegangspoort van begraafplaats De Nieuwe Ooster is sinds 12 januari 2004 een rijksmonument. Op de begraafplaats zijn meerdere onderdelen benoemd tot monument.
De toegangspoort geeft vanaf de Kruislaan ter hoogte van het Robert Kochplantsoen toegang tot de begraafplaats, die straatnummer 124 draagt. De landschapsarchitect Leonard Anthony Springer ontwierp de indeling, maar de bouwkundige onderdelen zoals aula etc. werden ontworpen door Adriaan Willem Weissman, werkzaam bij de Dienst der Publieke Werken in Amsterdam. In 1892 ontwierp hij een toegangspoort inclusief brug. Het bouwwerk bevat vier rechthoekige staanders opgebouwd uit rode verblendsteen geplaatst op hardstenen plinten. Het geheel werd afgewerkt met een ezelsrugafdekking en reliëfs met bloemmotieven. Tussen de vier pilaren zijn vier smeedijzeren hekwerken geplaatst. Van links naar rechts vindt men een relatief laag enkel hekwerk, een relatief hoog dubbel hekwerk en weer een relatief laag enkel hekwerk. Naar de Kruislaan toe gaat de poort over in een brug over een duiker. De balustrades van die brug zijn aangebouwd aan de buitenste pilaren en bestaan eveneens uit rode verblendsteen, hier afgedekt met hardsteen. 
Achter deze poort en het ontvangstterrein stond origineel een aula eveneens ontworpen door Weissman. Deze werd al snel vervangen door een aula naar een ontwerp van Jan Leupen (1938/1939).
<<< · 400 · 401 · 402 · 403 · 404 · 405 · 406 · 407 · 408 · 409 · 410 · 411 · 413 · 414 · 415 · 416 · 417 · 418 · 419 · 420 · 421 · 422 · 423 · 424 · 425 · 427 · 429 · 430 · 431 · 432 · 433 · 434 · 435 · 436 · 437 · 438 · 439 · 440 · 441 · 442 · 443 · 444 · 445 · 446 · 447 · 448 · 449 · 450 · 451 · 452 · 453 · 454 · 455 · 456 · 457 · 458 · 459 · 460 · 461 · 462 · 463 · 464 · 465 · 466 · 469 · 470 · 471 · 472 · 473 · 474 · 475 · 476 · 478 · 479 · 480 · 482 · 483 · 485 · 486 · 487 · 488 · 489 · 490 · 491 · 492 · 493 · 494 · 495 · 496 · 497 · 499 · >>>
Brugnummers 412, 426, 428, 467, 468, 477, 481, 484 en 498 zijn niet (meer) vergeven.